# Contributions from the Gray Herbarium of Harvard University
Contributions from the Gray Herbarium of Harvard University (abreviado Contr. Gray Herb.) fue una revista ilustrada con descripciones botánicas que fue editada en Estados Unidos. Publicó 214 números en los años 1891-1984. Fue reemplazada por Harvard Papers in Botany.